# City Gross
City Gross Sverige AB är en svensk matkedja, historiskt kopplat till familjeföretaget Bergendahls. Namnet City Gross har använts sedan 1993 (en butik) och för butikskedjan sedan 1999. Sedan hösten 2024 ingår butikskedjan i Axfood-koncernen.

## Karaktär
Kedjan har haft fokus på svenskt kött, stort utbud av färskvaror och ett sortiment av allt från märkesvaror till lågprisvaror. Bland varumärkena finns Axfoods Eldorado och Mevolution, och fram till 2022 Budget och Favorit.
City Gross erbjuder förutom fysiska butiker även e-handel med hemleverans av dagligvaror och matkassar.

## Historia

### Bakgrund
City Gross ursprungsbutik hade sin bakgrund i Hyllinge Cash som Bergendahls köpte 1992. I november 1993 gjordes Hyllinge Cash om till City Gross. Butiken lyckades snabbt locka många kunder och var åren 1996–2005 den mest säljande livsmedelsbutiken i Sverige.
År 1999 blev City Gross en kedja när nya stormarknader öppnades i Mantorp och Ytterby. Under 2000-talet etablerades ytterligare stormarknader inom konceptet.

### Utveckling
Bergendahls hade dittills även haft butiker i kedjorna AGs och Ekohallen, men i september 2006 meddelade man att man skulle satsa på City Gross och ställa om butiker i övriga format. I oktober 2006 meddelades en byteshandel med Coop Sverige där Bergendahls bytte fem AGs-butiker i Skåne mot Coop Forum i Falun och Sundsvall. De fem AGs-butikerna bedömdes inte passa i City Gross-konceptet. De övertagna Coop Forum-husen gjordes om till City Gross under 2007 jämte konverteringar av AGs i exempelvis Helsingborg, Lund och Staffanstorp.
Ursprungsaffären i Hyllinge lades ner den 31 oktober 2019. Bergendahls hade sedan april 2014 drivit en storförpackningsbutik i anslutning till City Gross i Hyllinge som bara det nygamla namnet Hyllinge Cash. I december 2022 stängde även Hyllinge Cash, varpå Bergendahls lämnade den plats där City Gross-kedjan en gång startat. 2023 fanns 42 butiker kvar.

### Axfood
Den 31 maj 2021 tillkännagavs att Bergendahls skulle sälja 9,9 % av City Gross till Axfood, som under fem år gavs option på att köpa ytterligare 20,1 %. Det var en affär på 300 miljoner för de första 9,9 % och 700 miljoner för resterande 20,1 % av City Gross.
Den 11 juni 2024 tillkännagavs att Axfood har för avsikt att förvärva samtliga aktier i City Gross. Transaktionens genomförande var villkorad av godkännande från svenska Konkurrensverket och EU-kommissionen. Konkurrensverket godkände köpet den 15 oktober samma år.

## Viktigare årtal
- 1993: Sveriges första City Gross-butik öppnas i Hyllinge.
- 1996–1998: City Gross i Hyllinge utses till Sveriges största dagligvarubutik.
- 1999: City Gross-butiker öppnas i Mantorp och i Ytterby.
- 2003: City Gross-butiker öppnas i Kungens Kurva och i Rosengård.
- 2005–2010: City Gross-butiker öppnas i Växjö, Landskrona, Bromma, Falun, Karlshamn, Norrköping, Sundsvall, Höganäs,  Helsingborg, Lund, Staffanstorp, Höör, Kalmar, Karlskrona, Värnamo, Nyköping, Trelleborg, Halmstad, Ljungby, Länna, Gävle, Uppsala, Jönköping och Skara.[14]
- 2011-2018: City Gross-butiker öppnas i Västerås, Borås, Örebro, Uddevalla, Linköping, Hässleholm, Värmdö, Kristianstad, Trollhättan och Eskilstuna.
- 2021: Moderbolaget Bergendahl & Son säljer 9,9 % av City Gross till Axfood
- 2024: Axfood förvärvar samtliga aktier i City Gross